# Ventura (Iowa)
Ventura és una població dels Estats Units a l'estat d'Iowa. Segons el cens del 2000 tenia 670 habitants.

## Demografia
Segons el cens del 2000, Ventura tenia 670 habitants, 277 habitatges, i 195 famílies. La densitat de població era de 149,5 habitants/km².
Dels 277 habitatges en un 32,1% hi vivien nens de menys de 18 anys, en un 61% hi vivien parelles casades, en un 6,9% dones solteres, i en un 29,6% no eren unitats familiars. En el 25,6% dels habitatges hi vivien persones soles l'11,6% de les quals corresponia a persones de 65 anys o més que vivien soles. El nombre mitjà de persones vivint en cada habitatge era de 2,42 i el nombre mitjà de persones que vivien en cada família era de 2,93.
Per edats la població es repartia de la següent manera: un 24,2% tenia menys de 18 anys, un 7% entre 18 i 24, un 25,8% entre 25 i 44, un 25,1% de 45 a 60 i un 17,9% 65 anys o més.
L'edat mediana era de 41 anys. Per cada 100 dones de 18 o més anys hi havia 94,6 homes.
La renda mediana per habitatge era de 41.875 $ i la renda mediana per família de 47.969 $. Els homes tenien una renda mediana de 37.019 $ mentre que les dones 21.983 $. La renda per capita de la població era de 22.994 $. Entorn del 3,3% de les famílies i el 4% de la població estaven per davall del llindar de pobresa.

## Poblacions més properes
El següent diagrama mostra les poblacions més properes.